# Летники (Захаровский район)
Летники — деревня в Захаровском районе Рязанской области. Входит в состав Большекоровинского сельского поселения.

## География
Располагается в 21 км западнее Захарово недалеко от границы городского поселения Серебряные пруды Московской области. Деревня окружена лесами и полянами, богатыми грибами и ягодами.

## История
Деревня основана в 50-х годах XVI века. Образовалась из летного поселения на засечной оборонительной полосе. Отсюда и название, так как зимой в поселении никто не проживал. Позже поселение превратилось в постоянный населённый пункт, и нарицательное название «летник» стало собственным.

## Население
| 1859 | 1897 | 1905 | 2010 | 2023 |
| ---- | ---- | ---- | ---- | ---- |
| 589  | ↘573 | ↘519 | ↘31  | ↘17  |

## Инфраструктура
Стационарной торговли в деревне нет, продуктами и товарами обеспечивает автолавка, приезжающая из Поливаново раз в неделю. Зимой  снабжение деревни затруднено снегопадами, поэтому жителям часто приходится самим ездить за продуктами в соседние села.
Основная деятельность населения — огородничество и садоводство.